# Bobenheimer und Roxheimer Altrhein mit Silbersee
Bobenheimer und Roxheimer Altrhein mit Silbersee este o arie protejată (arie de protecție specială avifaunistică — SPA) din Germania întinsă pe o suprafață de 404 ha, integral pe uscat.

## Localizare
Centrul sitului Bobenheimer und Roxheimer Altrhein mit Silbersee este situat la coordonatele 49°34′56″N 8°23′09″E / 49.5822°N 8.3858°E.

## Înființare
Situl Bobenheimer und Roxheimer Altrhein mit Silbersee a fost declarat arie de protecție specială avifaunistică în ianuarie 2004 pentru a proteja 36 de specii de animale.

## Biodiversitate
Situată în ecoregiunea continentală, aria protejată nu include niciun habitat protejat.
La baza desemnării sitului se află mai multe specii protejate de  păsări (36): lăcar mare (Acrocephalus arundinaceus), lăcar-de-rogoz (Acrocephalus schoenobaenus), pescăruș albastru (Alcedo atthis), rață lingurar (Anas clypeata), rață mică (Anas crecca crecca), rață fluierătoare (Anas penelope), rață cârâitoare (Anas querquedula), Anas strepera strepera, gâscă cenușie (Anser anser), Ardea purpurea purpurea, rață-cu-cap-castaniu (Aythya ferina), rața moțată (Aythya fuligula), Aythya marila, chirighiță neagră (Chlidonias niger), barză albă (Ciconia ciconia ciconia), erete de stuf (Circus aeruginosus), ciocănitoarea de stejar (Dendrocopos medius), ciocănitoare neagră (Dryocopus martius), Fulica atra atra, frunzăriță galbenă (Hippolais icterina), Ixobrychus minutus minutus, capîntortură (Jynx torquilla), sfrâncioc roșiatic (Lanius collurio), pescăruș argintiu (Larus cachinnans), pescăruș sur (Larus canus), pescăruș râzător (Larus ridibundus), grelușel-de-zăvoi (Locustella luscinioides), Luscinia svecica cyanecula, ferestraș mic (Mergus albellus), gaia neagră (Milvus migrans), rață cu ciuf (Netta rufina), ciocănitoare verzuie (Picus canus), Rallus aquaticus aquaticus, pițigoi-pungar (Remiz pendulinus), lăstun de mal (Riparia riparia), mărăcinar negru (Saxicola torquatus).